# 重田尚彦
重田 尚彦（しげた なおひこ、1954年11月18日 - 2015年4月13日）は、日本の俳優。神奈川県出身。

## 略歴
映画「童貞」出演の後、劇団若草直営プロダクションである八重垣事務所に所属した。出雲座所属。身長175cm。映画、TVドラマなどに多数出演し活躍した。
1990年代以降は、刑事ドラマやアクション系Vシネマ作品での悪人役が多かった。

## 出演

### テレビドラマ
- ありがとう（1973年-1974年、TBS「ありがとう（魚屋編）」）
- 雑居時代 第22話「興奮しちゃった!」（1974年、日本テレビ / ユニオン映画）  - 大学生 役
- われら青春! 第1話（1974年、日本テレビ）
- 旅への誘い（1975年-1976年、TBS）
- 破れ傘刀舟悪人狩り 第70話（1976年、NET）
- 事件ファイル110 甘ったれるな（1976年、TBS） - 立原次男 役
- 遥かなる海（1976年、TBS）
- 新・二人の事件簿 暁に駆ける 第10話（1976年、ABC） - 宇野健治 役
- 刑事物語・星空に撃て! 第18話（1977年、フジテレビ）
- 早春の光（1977年、NHK・銀河テレビ小説） - 秋穂 役
- 明日の刑事（TBS）
  - 第1話「昌子絶唱 行かないで!」（1977年）
  - 第70話「娘はなぜ刑事を襲ったか?」（1979年）
  - 第89話「シーザー号最大の危機」（1979年）
- コメットさん 第59話（1979年、TBS）
- 必殺シリーズ（ABC / 松竹）
  - 必殺仕事人 第17話「鉄砲で人を的にした奴許せるか」（1979年、ABC / 松竹） - 田付千之亟 役
  - 必殺仕事人III 第12話「つけ文をされたのは主水」（1982年） - 伝吉 役
  - 必殺渡し人 第11話（1983年、テレビ朝日） - 芳三郎 役
  - 必殺まっしぐら! 第9話（1986年、テレビ朝日） - 菊間十次郎 役
- 七人の刑事 第49話（1979年、TBS）
- 噂の刑事トミーとマツ 第23話「男ならトミコぬきで勝負しろ!」（1980年、TBS / 大映テレビ） - 藤原
- 大捜査線シリーズ・追跡 第33話（1980年、フジテレビ）
- まんさくの花（1981年、NHK・朝の連続テレビ小説） - 三郎 役
- Gメン'75（TBS）
  - 第220話「お化けに呼ばれた嘘つき少年」（1979年）−谷村
  - 第237話「カーアクション強盗団」（1979年）−北川健次
  - 第244話「女教師の殺人」（1980年）−城南署井出刑事
  - 第266話「殺人暴走 オートバイ集団 !三途の川」（1980年）−竜咲（三途の川リーダー）
  - 第343話「'82 オートバイに乗った暗殺者たち」（1982年）−藤森邦明
- 火曜サスペンス劇場「松本清張の交通事故死亡1名」（1982年、日本テレビ / 三船プロダクション）− 栗野兼雄 役
- 新・女捜査官 第1話（1983年、テレビ朝日）
- 特捜最前線 第339話（1983年、テレビ朝日）
- 不良少女とよばれて（1984年、TBS） - 酒井晴彦 役
- 流れ星佐吉 第23話「姫の初体験と大金」（1984年、関西テレビ / 松竹）
- 土曜ワイド劇場（テレビ朝日）
  - 「京都殺人案内11」（1985年） - 山田刑事 役
  - 「江戸川乱歩の黒い仮面の美女」（1987年）
  - 「西村京太郎トラベルミステリー11」（1987年） - 井上 役
  - 「事件2」（1994年） - 延吏 役
  - 「美人真珠王殺し」（1993年）
  - 「温泉若おかみの殺人推理10」（2002年） - 北村正也 役
- 赤かぶ検事奮戦記IV 第3話（1985年、テレビ朝日）
- 銭形平次 第7話（1987年、日本テレビ）
- さすらい刑事旅情編 シリーズ（テレビ朝日 / 東映）
  - さすらい刑事旅情編 第14話「特急さざなみ21号・女刑事にあてた遺書」（1989年）
  - さすらい刑事旅情編II 第6話「特急ひたち・送られてきた婚約指輪」（1989年）
  - さすらい刑事旅情編IV 第20話「喪服の女・雪山に消えた殺人者」（1992年）- 荻原勉
- ザ・スクールコップ（1988年、フジテレビ） - 能勢 役
- 月影兵庫あばれ旅 第1シリーズ 第13話「決闘・無明ヶ原」（1989年、TX / 松竹） - 松平信安 役
- 鬼平犯科帳 第1シリーズ 第3話「蛇の目」（1989年、CX） - 鶉の徳太郎 役
- ザ・刑事 第23話（1990年、テレビ朝日） - 岸田 役
- 大岡越前 第11部 第11話「命がけの庇い合い」（1990年7月2日、TBS / C.A.L） -　伊助 役
- 刑事貴族 第35話「ある日、死がおまえを」（1991年、日本テレビ）
- 刑事貴族2 第18話「愛に賭ける」（1991年、日本テレビ）
- 将軍家光忍び旅 第22話（1991年、テレビ朝日） - 左平 役
- 美人殺しシリーズ14（1993年、テレビ朝日）
- ハートにS（1995年、フジテレビ）
- はみだし刑事情熱系 第20話（1997年、テレビ朝日）
- ケイゾク 第6話（1999年、TBS） - 中島圭三 役
- L×I×V×E（1999年、TBS）
- ジョシデカ!-女子刑事- 第10話（2007年、TBS）

### 映画
- 童貞（1975年） - 伊吹武志
- 岸壁の母（1976年） - 伊原勝
- 錆びた炎（1977年） - 浦山刑事
- 残照（1978年） - 小松
- さらば映画の友よ インディアンサマー（1979年） - シューマ
- 胸さわぎの放課後（1982年） - 杉村コーチ
- 悪魔の人質（1983年） - 大町
- お嬢さん探偵 ときめき連発!（1987年） - 片岡明夫
- どチンピラ（1995年） - 犬塚
- 33 1/3 r.p.m（1996年） - 下田
- ガッツ伝説 愛しのピット・ブル（2006年） - 金山賢三
- Mの呪縛（2009年） - 高橋源次郎

### 舞台
- ラ・マンチャの男
- マイ・フェア・レディ
- 王様と私